# Festa, Trabalho e Pão em Grijó da Parada
Festa, Trabalho e Pão em Grijó da Parada (1973) é um documentário português de curta-metragem de Manuel Costa e Silva. É um dos primeiros documentários do Novo Cinema português – depois de concluídos A Almadraba Atuneira (1961) e Vilarinho das Furnas (filme) (1971), ambos de António Campos – que se insere na prática da antropologia visual como forma de expressão artística, recorrendo às técnicas do cinema directo.
Sendo uma incursão cinematográfica na área da antropologia visual, é especificamente um filme etnográfico, imbuído de uma forma de olhar que não exclui as vivências sociais, próprias da época, de uma aldeia típica de Trás-os-Montes.
O filme estreou no cinema Estúdio, em Lisboa, a 10 de Abril 1974.

## Ficha sumária
- Obra original – História da Branca Flor de Carlos de Oliveira e José Gomes Ferreira (Contos Tradicionais Portugueses)
- Textos – Euménides de Esquilo, Maria Velho da Costa
- Argumento e diálogos – João César Monteiro
- Realizador – João César Monteiro
- Exteriores – Minho, Trás-os-Montes e Alto Douro, Alentejo
- Rodagem – Novembro de 1975 / Julho de 1977
- Formato – 35 mm cor
- Género: documentário etnográfico
- Duração – 35 min
- Produção – Instituto Português de Cinema
- Distribuição – V.O. Filmes

## Sinopse
As festas do Natal de Grijó de Parada, aldeia do nordeste transmontano, perto de Bragança, inserem-se nas celebrações do Ciclo de Inverno, que por sua vez constituem parte de rituais arcaicos que invocam o mito do eterno retorno, especificamente o ciclo fundador, típico de certas sociedades agrárias, com raízes milenares.
Em Grijó, tradições como essas estão associadas ao solstício (Ciclo de Inverno) e ao equinócio (Ciclo da Primavera) e envolvem a participação de personagens mascarados, os caretos (ver: Máscaras de Noémia Delgado).
Estas antiquíssimas tradições misturam-se, no quotidiano de várias aldeias de Trás-os-Montes, com aspectos da vida rural moderna, como a organização do trabalho e do modo de produção, em boa parte ainda marcada por uma economia de subsistência, colectivista, seriamente ameaçada pelo individualismo das iniciativas modernas.
NOTA: Deve entender-se por ciclo fundador do mito do eterno retorno, ao contrário da ideia linear da História introduzida pelo cristianismo, a mundividência própria das sociedades primitivas que, baseando-se na observação empírica dos fenómenos naturais do ano solar e do movimento dos astros, assumia a vida como uma realidade cíclica, dando origem a narrativas e rituais com traços comuns nas populações agrárias arcaicas.

## Ficha técnica
- Realizador: Manuel Costa e Silva
- Argumento: Manuel Costa e Silva
- Produção: Instituto de Tecnologia Educativa
- Director de produção: Miguel Cardoso
- Fotografia: Manuel Costa e Silva
- Montagem: Fernando Lopes e Helena Baptista
- Director de som: Francisco Rebelo
- Duração: 35 min
- Formato: 35 mm cor

## Prémios
Festa, Trabalho e Pão em Grijó, de Manuel Costa e Silva, recebeu o Prémio Bordalo (1974), ou Prémio da Imprensa, na categoria "Cinema", "por constituir uma tentativa de preservação dos valores culturais do povo português", a par de Jaime, de António Reis na secção de "Melhores Curtas Metragens". A Casa da Imprensa distinguiu ainda em 1975, nesta categoria, com o "Prémio de Longa Metragem", de O Mal Amado, de Fernando Matos e Silva.